# Hôtel des Postes de Bar-le-Duc
Pour les articles homonymes, voir Hôtel des Postes.
L'Hôtel des Postes de Bar-le-Duc est un monument situé dans la commune française de Bar-le-Duc dans le département de la Meuse, en Lorraine. 

## Histoire
Le bureau de poste principal de style Art déco, situé au no 32 du boulevard de la Rochelle, a été construit entre 1926 et 1928 selon les plans de l'architecte Guillaume Tronchet (1867-1959). Sur la façade, au-dessus de l'entrée, l'inscription TELEPHONE POSTES TELEGRAPHE est gravée dans la pierre de la façade.
En 1988, les trois vitraux au plomb du hall clientèle ont été inscrits au titre d'objet sur la liste des monuments historiques.

## Description
Les vitraux au plomb ont été réalisés par Jacques Gruber (1870-1936). Avant d'être installés dans le bureau de poste, ils ont été exposés au Salon des artistes français (1926) et au Salon des arts décoratifs de Paris. Les motifs représentent l'époque moderne avec les nouveaux moyens de transport, le train et l'avion, et la communication moderne avec le télégraphe et le téléphone. 